# Џонсон Лејн (Невада)
Џонсон Лејн (енгл. Johnson Lane) насељено је место без административног статуса у америчкој савезној држави Невада.

## Демографија
По попису из 2010. године број становника је 6.490, што је 1.653 (34,2%) становника више него 2000. године.
| Група             | 2000.         | 2010.         |
| Белци             | 4.470 (92,4%) | 5.797 (89,3%) |
| Афроамериканци    | 6 (0,1%)      | 20 (0,3%)     |
| Азијати           | 44 (0,9%)     | 75 (1,2%)     |
| Хиспаноамериканци | 212 (4,4%)    | 422 (6,5%)    |
| Укупно            | 4.837         | 6.490         |